# Person of Interest
Person of Interest (no Brasil, Pessoa de Interesse em Portugal Sob Suspeita) é  uma série de televisão norte-americana do gênero drama, criada por Jonathan Nolan e produzida por J. J. Abrams, transmitida originalmente nos Estados Unidos pela CBS, entre 22 de setembro de 2011, até 21 de junho de 2016. No Brasil é transmitida pelo canal por assinatura Warner Channel e pelo canal aberto SBT.
Em 11 de maio de 2015 a CBS renovou a série para uma quinta e última temporada, composta por 13 episódios.

## Enredo
Harold Finch (Michael Emerson), um bilionário misterioso, desenvolveu para o governo americano um programa de computador que prevê e avisa ao governo atos de terrorismo que terão lugar num futuro próximo. Mas além disso o programa também prevê crimes violentos envolvendo pessoas normais, pessoas e crimes que o governo considera irrelevantes. 
Finch discorda da omissão do governo em relação a esses crimes, e então cria uma backdoor no programa que o informa número do Seguro Social (na tradução brasileira informa o CPF) da pessoa envolvida nestes crimes tidos como irrelevantes. No entanto, o programa tem as suas limitações: ele não informa se a pessoa será vítima ou criminoso, nem quando ou onde o crime vai acontecer. 
Incapaz de parar os crimes por conta própria, Finch contrata John Reese (Jim Caviezel), um ex Army Rangers e ex-agente de campo da CIA que foi dado como morto, para ajudar a impedir os crimes em Nova Iorque.

## Elenco principal
- John Reese (Jim Caviezel) - Um ex-agente da CIA, supostamente morto.
- Harold Finch (Michael Emerson) - Um misterioso bilionário, também supostamente morto.
- Jocelyn "Joss" Carter (Taraji P. Henson) - Uma detetive da NYPD que cruzou o caminho de Reese e tenta prendê-lo.
- Lionel Fusco (Kevin Chapman) - Um polícia corrupto, recrutado por Reese para ser seu informante.
- Samantha Groves (Amy Acker) - Também conhecida como Root, é uma hacker que cruza o caminho da equipa e descobre o programa de Harold.
- Sameen Shaw (Sarah Shahi) - Uma ex-agente da CIA,traída pelo governo. Cruza o caminho da equipe quando se torna um número irrelevante.

## Recepção
Person of Interest teve uma recepção favorável por parte da crítica especializada. Na sua primeira temporada, com base em 26 avaliações profissionais, alcançou uma pontuação de 66 de 100 no Metacritic.. No site Rotten Tomatoes, a primeira temporada recebeu avaliações positivas de 87% de um total de 312 usuários, e as temporadas seguintes tiveram recepção ainda mais positiva, tendo a terceira temporada sido avaliada positivamente por 96% de um total de 412 usuários.